# Cultripalpa trifasciata
Cultripalpa trifasciata là một loài bướm đêm trong họ Noctuidae.